# Cratichneumon vescus
Cratichneumon vescus är en stekelart som först beskrevs av Léon Abel Provancher 1877.  Cratichneumon vescus ingår i släktet Cratichneumon och familjen brokparasitsteklar. Inga underarter finns listade i Catalogue of Life.